# راساخ
راساخ (به آلمانی: Rassach) یک منطقهٔ مسکونی در اتریش است که در دویچلندسبرگ واقع شده‌است. راساخ ۱۸٫۱۴ کیلومتر مربع مساحت دارد ۳۹۲ متر بالاتر از سطح دریا واقع شده‌است.